# Stephen Finnie
Stephen Finnie (* 13. Oktober 1969) ist ein schottischer Fußballschiedsrichter.

## Karriere
Stephen Finnie leitet seit dem Jahr 1994 Spiele als Schiedsrichter. Im Dezember 1998 wurde er von der Scottish FA in die Scottish Football League eingeteilt. Seit 2006 pfeift er Spiele der Ersten Liga, der Scottish Premier League und der späteren Premiership. In seinem Beruf ist er als Personal Trainer tätig.